# Hair

Umschlag der deutschen Programmhefte von Hair 1968–70

Hair (Untertitel The American Tribal Love-Rock Musical) ist ein US-amerikanisches Musical, das als Meilenstein der Popkultur in den späten 1960er Jahren gilt. Im Mittelpunkt der Handlung steht eine Gruppe der Hippie-Bewegung. Buch und Liedtexte stammen von Gerome Ragni und James Rado, die Musik ist von Galt MacDermot. Nach einer Off-Broadway-Vorpremiere im Oktober 1967 in Joseph Papp’s Public Theater begann die Produktion im April 1968 mit der Uraufführung am Broadway.
Hair gilt als eines der erfolgreichsten Musicals überhaupt und wurde in der Folge auch in zahlreichen anderen Ländern aufgeführt. Erstaufführung der für Deutschland in die deutsche Sprache adaptierten Fassung Haare war am 24. Oktober 1968 in München. Erst 1977, lange nach Ende der Hippie-Bewegung, wurde Hair durch Miloš Forman verfilmt und 1979 veröffentlicht.

## Entstehungsgeschichte
Gerome Ragni und James Rado schrieben Hair als lyrischen Theater-Text. Sie hatten sich am Broadway als Schauspieler kennengelernt. Ragni spielte in Hamlet, Rado in Luther. Die Auseinandersetzung mit der Provokation des modernen Theaters und mit der Entwicklung der amerikanischen Hippie-Bewegung forderte sie zu einer schöpferischen Dokumentation heraus. So entstanden die Texte für Hair.

„Spitzenfinger, Sonnensoße, Silberpapier, ein Bettfedernsturm oder graublaue Uniformen. Zum Teufel, wir wollen nicht so weitermachen. Ich will mein Haar nicht vom Stahlhelm frisieren lassen.“

Ragni und Rado formulierten die Unruhe der jungen Generation: Protestschrei und provokative Aktion, mystische Wirklichkeitsflucht und philosophische Spekulation. Der Härte mancher Texte stehen Passagen zarter Poesie gegenüber. Der Widerspruch in der Form macht die Spannung des Inhaltes deutlich. So entstand ein Material, das den Leser oder Hörer beansprucht und zuweilen sogar erschreckt. So war es konsequent, diesen vitalen Text musikalisch und schauspielerisch zu überformen und in die Disziplin der Bühne zu spannen.
1968 brachte Michael Butler, der sogenannte „Hippie-Millionär“, das Musical vom Off-Broadway an den Broadway. Bevor den etwa 100 Off-Broadway-Aufführungen weitere über 1800 Aufführungen im Biltmore Theatre am Broadway folgten, nahm Tom O’Horgan einige Änderungen vor. So enthielt beispielsweise die ursprüngliche Fassung nicht die Nacktszenen, die in der Broadway-Inszenierung für Aufsehen sorgten, dafür aber eine Szene, in der die Bühne von Polizisten erstürmt wird, die versuchen, die Aufführung zu verhindern.
Der Erfolg dieses Stückes war nicht aufzuhalten: Nach Stockholm und London begann am 24. Oktober 1968 in München der Siegeszug durch Deutschland. Auch in den deutschen Aufführungen gab es Eingriffe durch den Staatsanwalt, als ein 15-Jähriger sich auf der Bühne entblößte.
Der ehemalige Organist und Kirchenmusiker Galt MacDermot schrieb die Musik. Er schilderte, dass er in Südafrika Anfang der 1960er Jahre rhythmisch dazulernte; er bezeichnet diese Phase als eine seiner wichtigsten. Daher rührt, dass fast alle Melodien in Hair eigentlich kirchentonal (dorisch, äolisch, lydisch) sind, und auch die Einfachheit und die Eingängigkeit der Lieder. Betrachtet man nur die Melodien ohne Harmonien, erinnern diese stark an Gesänge des gregorianischen Chorals. Durch die Harmonisierung, Rhythmisierung und Instrumentierung wurde die Musik so erfolgreich. Galt MacDermot war 1966 ein versierter und bekannter Komponist. Er sagte, dass er die Kompositionen innerhalb von drei Wochen gemacht habe. Etwa 20 Texte und Lieder, die nicht in das Musical aufgenommen worden waren, veröffentlichte Galt MacDermot später unter dem Titel „DisinHAIRited“ (ein Wortspiel mit dem Homophon disinherited, deutsch enterbt).
Bertrand Castelli, der als Anführer von Friedensmärschen mehrere Male ins Gefängnis musste, wurde als Regisseur bestellt. Er setzte die radikal pazifistische Philosophie des Musicals um und inszenierte in elf Ländern.

## Zeitgeschichtlicher Hintergrund
Hair entstand und spielt in den späten 1960er Jahren. Die USA führten den Vietnamkrieg und etwa 500.000 junge Amerikaner waren zu diesem Zeitpunkt dort eingesetzt. Beim Großteil der Soldaten handelte es sich um Wehrpflichtige, die allgemeine Wehrpflicht in den USA wurde erst 1973 abgeschafft. Als Reaktion auf die Brutalität und die Opfer des Krieges entwickelte sich eine große Protestbewegung. Es kam zu zahlreichen Demonstrationen und symbolischen Aktionen, beispielsweise dem Verbrennen von Einberufungsbefehlen oder den in Vietnam erhaltenen Auszeichnungen. Etwa 50.000 amerikanische Kriegsdienstverweigerer entzogen sich der Einberufung und flohen nach Kanada.
Der Protest gegen den Krieg fiel zeitlich zusammen mit Forderungen auf Veränderung der als „autoritär“ angesehenen Gesellschaftsstrukturen sowie mit dem Aufkommen der afroamerikanischen Bürgerrechtsbewegung. Im April 1967 demonstrierten in New York 400.000 Menschen, im August 1963 fand der „Marsch auf Washington“ statt, an dem 100.000 Menschen teilnahmen, allen voran u. a. auch der Regisseur von Hair, Bertrand Castelli, der dafür ins Gefängnis gehen musste. Vor dem Lincoln Memorial forderte Martin Luther King, Symbolfigur der Bürgerrechtsbewegung und Gegner des Krieges, eine von Rassismus und Gewalt befreite Gesellschaft.
Die Proteste blieben nicht auf die USA beschränkt; in vielen Industrienationen der westlichen Welt kam es zu Studentenunruhen. Die sogenannten Mai-Unruhen, die nach Studentenprotesten im Mai 1968 zunächst durch die Räumung einer Fakultät der Pariser Universität Sorbonne ausgelöst wurden, führten zu einem wochenlangen Generalstreik, der ganz Frankreich lahmlegte. Die deutsche Studentenbewegung der 1960er Jahre war eine vielschichtige politische Bewegung, die die „herrschenden Verhältnisse“ in der Bundesrepublik kritisierte und bekämpfte.

„Überall auf der Welt war die Jugend unruhig geworden. Demonstrationen, Go-in, Hippie-Bewegung, Provokation – Protest-Symptome einer unruhigen Übergangszeit. HAIR bietet in künstlerisch verdichteter Form konkrete Ansätze zur Analyse – Musik, Text und Bewegung verschmelzen, lassen Widersprüche deutlich werden. HAIR gibt eine künstlerische Antwort auf die Frage nach dem Sinn der Unruhe der Jugend.“

Lange Haare junger Männer sowie „verschmuddelte“ Kleidung, wie zerrissene Bluejeans und „Opa-Mode“ mit Weste, waren damals beliebte Symbole für eine Protesthaltung gegenüber dem „Establishment“. Die Antwort von Teilen der Gesellschaft bestand darin, „Langhaarige“ als Nichtstuer und Gammler zu beschimpfen. Hair beschreibt die Gefühle vieler junger Leute in dieser Zeit, insbesondere aber die der so genannten „Hippie-Kultur“. Die „Hippies“ – im deutschen Programmheft „Blumenkinder“ genannt – waren nicht herumstreunende Kinder, sondern von den Studentenrevolten beeinflusste Jugendliche vorwiegend der bürgerlichen Klasse: Studenten, Schüler, aber auch „Ausgeflippte“.
Im späteren Film ist es eine „Straßengang“ in New York ohne Bezug auf die weltweiten Studentenrevolten. Der Protest gegen die Gesellschaft als Ganzes ist dabei nicht immer von der jugendlich-ambivalenten Haltung bei der Abnabelung vom Elternhaus zu trennen: “My hair like Jesus wore it, Hallelujah, I adore it. Hallelujah; Mary loved her son. Why! Don’t my mother love me?” (deutsch: „Mein Haar, wie Jesus es trug, Hallelujah, Ich verehre es. Hallelujah; Maria liebte Ihren Sohn. Warum(!) liebt meine Mutter mich nicht?“), in der deutschen Originalfassung: „Ging vor rund zweitausend Jahren Jesus nicht mit langen Haaren, und Maria liebte ihren Sohn – nur meine Mutter hasst mich“.

## Handlung
Hair erzählt die Geschichte einer Gruppe gegen das Establishment eingestellter langhaariger (daher der Name des Musicals) Hippies, die in der Stadt New York leben und lieben und sich gegen die Einberufung als Soldaten für den Vietnamkrieg auflehnen. Der frisch vom Land hinzugestoßene Claude Hooper Bukowski, die junge Frau Sheila und ihr charismatischer Zimmergenosse Berger leben in einer Dreiecksbeziehung lustvoll, aber ziellos in den Tag hinein.
Claude gerät, hin- und hergerissen zwischen den patriotischen Impulsen seiner bürgerlichen Herkunft und den im Kreise seiner neuen Freunde erstarkten pazifistischen Idealen, in einen inneren Konflikt, denn mit Eintreffen der Einberufung muss er sich entscheiden, ob er – wie die anderen – den Kriegsdienst verweigern (und damit eine drohende Gefängnisstrafe und gesellschaftliche Ächtung in Kauf nehmen) oder seine pazifistischen Ideale missachtend sich der militärischen Autorität unterwerfen, Menschen töten und sein Leben in Vietnam riskieren soll.

## Vergleich Bühneninterpretationen – Filmversion
Die Inhalte der verschiedenen Bühnen-Darstellungen und der Verfilmung unterscheiden sich erheblich.
In Texten, Songs, Tanzszenen und Sketchen werden das Lebensgefühl der Hippies und ihr Widerstand gegen die herrschenden Verhältnisse dargestellt, wie sie z. B. auf Krieg, Gewalt und gesellschaftliche Hierarchien reagieren. Im Anfangssong findet sich die romantische Erwartung und Hoffnung auf ein neues Zeitalter, das sogenannte Wassermannzeitalter. Außerdem behandelt das Musical die Frage nach dem Sinn des Lebens, den Konflikt zur Elterngeneration, den Rassismus, die weltweite Studentenrevolution und auch die Flucht in Träume durch Drogen.
Die positiven Visionen enden letztlich in einem Albtraum, in dem die Schrecken des Krieges verdeutlicht werden. In aneinandergereihten Songs, Sketchen, Tänzen und fast kabarettistischen Halluzinationsszenen wird ein radikaler Pazifismus deutlich, alle verbrennen öffentlich ihre Wehrpässe. Ebenso deutlich wird die Forderung nach einem neuen Lebensgefühl, der Protest gegen die althergebrachten Hierarchien und der Generationenkonflikt.
Im Film werden Darstellungen von Kriegsopfern auf einer Videoleinwand gezeigt (1966/67 gab es noch keine Videoleinwand). Der Film zeigt auch die Verwandlung der bunt gekleideten Hippies in uniformierte Soldaten und wie sie auf Zuruf oder aus eigenem Antrieb töten. Im Musical ist dies ein Sketch („Tötungsszene“). Im Film wurden umweltkritische Lieder herausgenommen, Claude war nicht mehr bisexuell. Am Ende des Filmes reist Kriegsgegner Berger zur militärischen Dienststelle seines Freundes Claude. Auf Grund einer Verwechslung nimmt Berger Claudes Platz ein. Er wird per Flugzeug nach Vietnam verlegt und stirbt dort im Krieg.
Nach Beendigung des Vietnamkrieges wurden in den USA wie in Deutschland Szenen und Lieder ausgetauscht mit vorher nicht veröffentlichten Liedern und Texten aus Galt MacDermots „Disin-HAIR-ited“. Der Schwerpunkt lag nun auf der Gesellschaftskritik, dem amerikanischen und weltweiten Rassismus (schwarz-weiß), der sexuellen Befreiung, einem neuen Lebensgefühl und immer noch einem radikalen Pazifismus.

## Songs
Die meisten Musicals hatten damals deutlich weniger Songs als Hair mit seinen 40 Titeln.
| 1. Akt - Aquarius - Donna - Hashish - Sodomy - Colored Spade - Manchester England / Manchester - Manhattan (*) - I’m Black - Ain’t Got No (ursprünglich von Nina Simone, 1968) - I Believe in Love - Ain’t Got No Grass - Dead End - Air - Initials (L.B.J.) - I Got Life - Going Down - Hair - My Conviction - Easy to Be Hard - Don’t Put It Down - Frank Mills - Be-In (Hare Krishna) - Where Do I Go? | 2. Akt - Electric Blues - Oh Great God of Power - Manchester England (Reprise) - Black Boys - White Boys - Walking in Space - Yes, It’s Finished 2) - Abie Baby - Three-Five-Zero-Zero - What a Piece of Work Is Man - Good Morning, Starshine - The Bed - The Flesh Failures (Let the Sunshine In) / Finale - Hippie Life 1) - Exanaplanetooch - Climax - Sentimental Ending 1) 1993 in der Londoner Produktion 2) In der 1995er Fassung hinzugekommen |

Der eigenständige Erfolg der Musik aus dem Musical besteht zu einem großen Teil aus den Chartplatzierungen der Gruppe The Fifth Dimension, insbesondere das Medley Aquarius/Let the Sunshine In.

## Erstaufführungen
- Off-Broadway-Premiere: 17. Oktober 1967, Shakespeare Public Theatre, New York – 300 Plätze
- 2. Dezember 1967: Umzug in den Go-Go/Disko Club The Cheetah, New York – 700 Plätze
- On-Broadway-Premiere: 29. April 1968, Biltmore Theatre, New York, erst nach Überarbeitung durch Tom O’Horgan, 1873 Aufführungen
- 27. September 1968: Shaftesbury Theatre in London, 1968 Aufführungen bis Juli 1973 (Dach des Theaters eingestürzt)
- 24. Oktober 1968: Theater in der Briennerstraße, deutsche Premiere in München.

## Hair in Deutschland

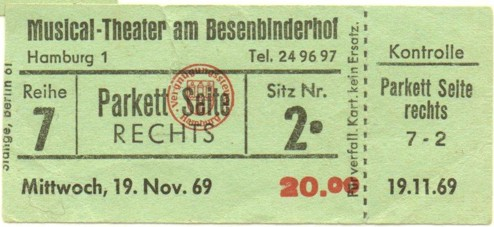
Eintrittskarte zur Aufführung in Hamburg

Hair wurde in den USA von 1967 Off-Broadway und von 1968 bis 1972 am Broadway ohne Unterbrechung aufgeführt. Das Musical war aber auch weltweit erfolgreich.
In Deutschland (wie auch in Großbritannien) war Hair vor Jesus Christ Superstar das erfolgreichste Musical seiner Zeit. Die deutsche Version Haare lief 2½ Jahre, sie war in allen deutschsprachigen Ländern ein Erfolg. Es gab Aufführungen in München, Düsseldorf, Berlin, Hamburg, Böblingen, Frankfurt, Nürnberg, Köln, Essen, Duisburg, Wien, Zürich usw. und zuletzt Ulm.

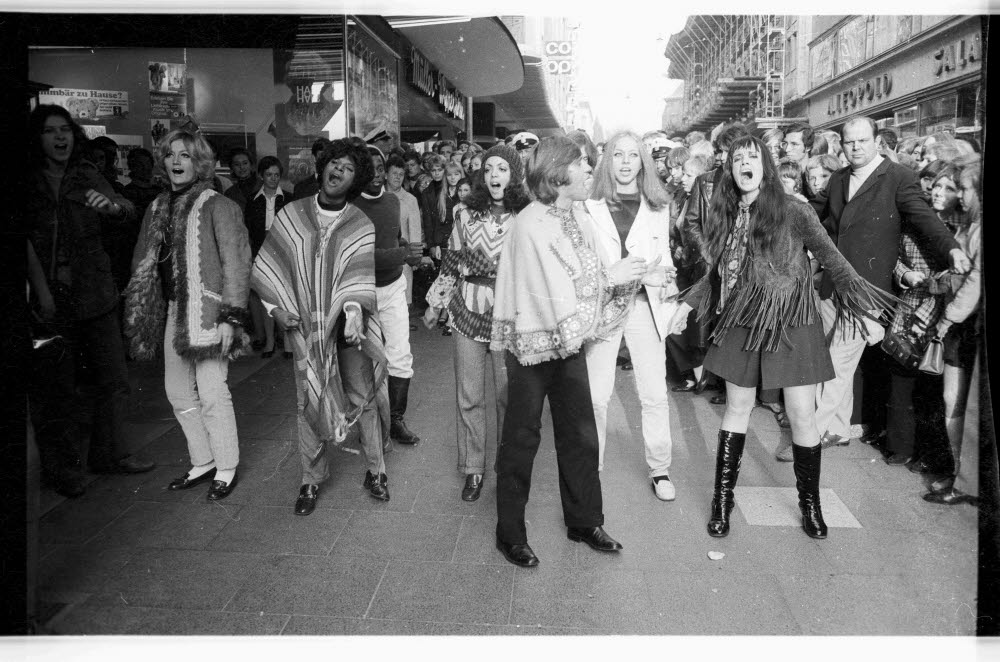
Darsteller der Hamburger Inszenierung bei einer Präsentation in der Kieler Holstenstraße, 1969

In den deutschen Aufführungen wurde die Rolle der Sheila von Su Kramer bzw. Freya Weghofer gespielt, die später die Rolle der Jeanie übernahm. Weiter traten Reiner Schöne als Berger, Ron Williams als Hud, Bernd Redecker als Claude, später von Jürgen Marcus gespielt, sowie Donna Summer und Liz Mitchell als Donna auf.
Die gesprochenen Texte wurden von Ulf von Mechow und Karlheinz Freynik übersetzt. Walter Brandin bearbeitete die Lieder. In den meisten Produktionen wurde der Text an die europäischen (wie z. B. in Amsterdam, London und in Stockholm) bzw. deutschen Gegebenheiten und Mentalitäten angepasst. Die deutschen Szenen und Traumbilder sind nicht in allen Teilen direkte Übersetzungen, orientieren sich aber inhaltlich an den englischen Vorbildern. Sie wurden teilweise in fast kabarettistischer Art und Weise sogar spontan tagesaktuell gebracht, wie z. B. die Generalsszene (Peter Kern), welche die hierarchischen Strukturen der Gesellschaft verspottet. In der Väter-Mütter-Szene, Anerkennung der Jugend („Ich hab’ kein Geld …“), kritische Anspielungen auf Medien und Reklame („HB-Männchen“, „Mainzelmännchen“ „Touristenlady“ u. a.), „vaterlandslose Gesellen“ (die CDU hat die SPD als „vaterlandslose Gesellen“ bezeichnet). Daneben gab es lokale Anspielungen wie „Komm, wir gehen auf den Ku’damm Wessis erschrecken …“ und viele andere. Insofern war Hair weniger ein Musical mit fortlaufender Handlung (wie im Film) als mehr ein Rock-Kabarett mit aufeinanderfolgenden Songs und Szenen ohne besondere Örtlichkeit. Auch daher rührte der Erfolg der drei deutschsprachigen Ensembles.
Eine bemerkenswerte eigenständige Umsetzung des „Hair“-Stoffes wagte das Theater Bremen 2014, sowohl musikalisch (die musikalische Choreographie wurde durch das Zusammenspiel der Elektronikband „Warren Suicide“, einer erweiterten Kammermusikbesetzung der Bremer Philharmoniker und einen über 100-köpfigen Laienchor getragen) wie auch inhaltlich: der spezifische historische Stoff wurde eingebettet in einen zeitlichen Bogen von den hier als Prä-Hippies eingeordneten Aussteigern des Monte Verità – tatsächlich gibt es biographische Verbindungslinien zur Hippie-Bewegung in den USA der 1960er Jahre – bis hin zu alternativen Entwürfen der Gegenwart, die durch auf Leinwänden eingeblendete Gesprächsausschnitte mit Protagonisten aus Bremen und dem Umland verkörpert wurden.

## Filme
- Hair USA, 1979, 116 Min. Regie: Miloš Forman. Drehbuch: Michael Weller. Musik: Galt MacDermot. Darstellerinnen: Annie Golden (Jeanie Ryan), Beverly D’Angelo (Sheila Franklin), Cheryl Barnes (Dionne), Don Dacus (Woof), Dorsey Wright (Lafayette „Hud“ Johnson), John Savage (Claude Hooper Bukowski), Treat Williams (George Berger)
- Pola Rapaport, Wolfgang Held (Regie): Let the Sun Shine in. Dokumentation, Frankreich 2007; 60 Min (u. a. Interviews mit vielen Darstellern und Zeitzeugen)